# أكاديمية مصاصي الدماء (فلم)
أكاديمية مصاصي الدماء  (بالإنجليزية: Vampire Academy) هو فيلم مغامرة تم إنتاجه في الولايات المتحدة وصدر في سنة 2014. الفيلم من إخراج مارك ووترز وكتابة دانييل ووترز.

## طاقم التمثيل
- زوي دويتش
- لوسي فراي
- دانيلا كزفلوسكي

## القصة
تدور قصة الفيلم حول الفتاة روز (زوي دوتش) نصف مصاصة الدماء والنصف بشرية والتي تتدرب في أكاديمية القديس فلاديمير لمصاصي الدماء بجوار صديقتها ليز (لوسي فراي) وكذلك الكثير من مثيلاتهما تحت إشراف مديرة الأكاديمية كيروفا (أوليجا كوريلينكو)؛ من أجل حماية الجنس البشري من مصاصي الدماء الأشرار والذين بمجرد ظهورهم تضطر روز إلى محاربتهم ومحاولة القضاء عليهم بكافة الطرق.

## الميزانية والإيرادات
حقق أرباحا تقدر بـ 8,979,612دولار.

## وصلات خارجية
- مقالات تستعمل روابط فنية بلا صلة مع ويكي بيانات

1. ↑  Berlin 2013: The Weinstein Co. Strikes Deal for U.S. Rights to Vampire Pic 'Blood Sisters' Hollywood Reporter (2013-02-01). Retrieved on 2013-05-11. نسخة محفوظة 26 يوليو 2017 على موقع واي باك مشين.
2. ↑  Wloszczyna, Susan (7 فبراير 2014). "Vampire Academy Movie Review & Film Summary (2014)". روجر إيبرت. مؤرشف من الأصل في 2017-07-27. اطلع عليه بتاريخ 2014-03-07.
3. ↑  "Twitter / MarciLiroff: The über talented UK CD". Twitter.com. 11 مايو 2013. مؤرشف من الأصل في 2019-12-08. اطلع عليه بتاريخ 2013-05-13.